# Antiklinala
Antiklinala je izbočena strukturna guba na zemeljskem površju, katere pobočja se na obe strani od njenega centra spuščajo. Je naguban sklad slojev mnogokrat različnih si kamnin, izmed katerih je v jedru (na vrhu gube) najti najstarejše, na robovih (na obeh vznožjih) pa najmlajše, saj so bili višji (in potemtakem mlajši) sloji, ki so se nahajali nad trenutnim vrhom, že erodirani. Velikost antiklinale, merjena od prvega vznožja gube do drugega, se giblje med manj kot metrom in več kot 10 metri.
Antiklinala nastane med deformacijo Zemljine skorje zaradi velikih pritiskov, ki med drugim povzročajo orogenetski (gorotvorni) proces. Oblikuje se na enak način kot naguban tepih, katerega konca sta potisnjena skupaj. Skladi kamnin, ki se nagubajo, v nekaterih primerih tudi počijo, zaradi česar na takšnih mestih nastanejo prelomnice, ki so zato tesno povezane z antiklinalami.
Topografija ni obvezno povezana z geološkimi strukturnimi značilnostmi pokrajine, kakršne so sinklinale in antiklinale. Zunanji preoblikovalni dejavniki površja na mnogo načinov vplivajo na izgled antiklinale, zlasti po dolgem času izpostavljenosti. Antiklinala, ki je nastala pred kratkim, tako napravi pas gričevja, a je ta lahko izničen zaradi erozije vrhov.
Antiklinale in sinklinale so pomembna topografska značilnost za geološke študije, saj omogočajo preučevanje časovne razporeditve in jakosti gubanj po površju Zemlje, prav tako pa določanje smeri in drugih lastnosti tektonskih sil. Antiklinale so pogosta tarča pri iskanju podzemnih zalog fosilnih goriv, ki se tam lahko zadržijo v primeru, da je kamninski sloj v antiklinali neprepusten; tako se namreč med dvigovanjem, ki se zgodi zaradi manjše gostote ogljikovodikov kot voda, akumulirajo v izboklino, ki jo predstavlja antiklinala.